# Chittering Shire
Koordinaten: 31° 23′ S, 116° 5′ O

Das Shire of Chittering ist ein lokales Verwaltungsgebiet (LGA) im australischen Bundesstaat Western Australia. Das Gebiet ist 1222 km² groß und hat fast 5500 Einwohner (2016).
Chittering liegt im Nordwesten des Staates etwa 65 Kilometer nordöstlich der Hauptstadt Perth. Der Sitz des Shire Councils befindet sich in der Ortschaft Bindoon, wo fast 1200 Einwohner leben (2016).

## Verwaltung
Der Chittering Council hat sieben Mitglieder. Sie werden von allen Bewohnern des Shires gewählt. Chittering ist nicht in Bezirke unterteilt. Aus dem Kreis der Councillor rekrutiert sich auch der Vorsitzende des Councils (Shire President).